# Mioma (Sátão)
Mioma é uma povoação portuguesa sede da Freguesia de Mioma do Município de Sátão, freguesia com 16,05 km² de área e 1164 habitantes (censo de 2021), tendo, por isso, uma densidade populacional de 72,5 hab./km².
Desconhece-se a origem do topónimo. Há quem defenda que o termo significa terra abundante em água.
Presume-se que seja freguesia desde o final do século XVI.
Os seus meios de subsistência radicam essencialmente na agricultura e alguma pequena indústria, de que se destacam a carpintaria/marcenaria, serralharia e tratamento e transformação de cogumelos silvestres.
Na área cultural destaca-se, pelo seu brilhantismo, o Grupo Etnográfico de Danças e Cantares da Freguesia de Mioma. 
Para apoio à terceira idade entrou em funcionamento em 2005, graças ao dinamismo do pároco local, um complexo de pequenos apartamentos, designado por "Casinhas de S.Pedro"  onde, dispondo os idosos de um novo conceito de lar, se privilegia a individualidade e privacidade de cada um.
Inauguradas em Maio de 2005, procuram ser diferentes da grande maioria dos lares existentes na região. Promovem um novo conceito de lar, onde “os idosos se sentem como na sua própria casa”, explica o padre Jorge Lemos**, diretor da Cáritas Paroquial de Mioma. O respeito pela individualidade e privacidade do idoso foram uma preocupação na concepção do projeto.
Paralelamente a Caritas presta apoio domiciliário a muitos idosos da freguesia, servindo-lhes diariamente refeições quentes e prestando cuidados domésticos, nomeadamente ao nível da higiene e do tatamento de roupa.
Este apoio reveste-se da maior importância, dada a existência de muitos idosos a viver solitariamente face à ausência dos seus descendentes, muitos deles emigrados no estrangeiro.
Integram a freguesia de Mioma, para além da aldeia que lhe dá o nome, Meã, Lajes, Afonsim e Fontainhas. Fazem parte da mesma freguesia outros pequenos agregados populacionais, de que se destacam a Quinta da Trémoa, a Quinta de Monte, a Quinta do Vale de Gonçalo e a Quinta da Souralva.
Estas aldeias têm como oragos em Mioma S. Pedro, na Meã Santo António, nas Lajes Santa Eufémia, em Afonsim Senhora do Bom Caminho e nas Fontainhas S. Miguel.
Até ao século XVI, época em que a freguesia de Mioma se autonomizou da freguesia de Santa Maria do Sátão, e até meados do século XIX, fez também parte desta freguesia a localidade de Avelal.
A propósito da origem de um outro topónimo da mesma família "Miomães", freguesia do Município de Resende, escreve Joaquim Correia Duarte in "Resende e a sua História” - Volume 2: As Freguesias, que Pinho Leal diz que Miomães, no antigo português, significava "terra de lagos, lagoas e de pântanos " referindo ainda que Mioma surge por corrupção da palavra árabe "maúma" que significa ria alagada ou inundada.
O topónimo não é único, pois  existe no País Vasco (Valdegovía), em Espanha, uma pequena localidade exatamente com o mesmo nome e cuja localização tem as seguintes coordenadas:  42°53'N 3°6'W.
Também em Moçambique, por onde os portugueses andaram, há um pequeno aglomerado na província de Nampula designado por Rio Mioma.
Faleceu em 16 de novembro de 2009 com 76 anos de idade. Foi sempre amado e reconhecido pela maioria da população, a quem dedicou 45 anos da sua vida. A ele e ao seu empenho se deve também a existência do mensário regionalista de Sátão "Caminho". "Dar é fácil. Dar-se aos outros é mais difícil". Era uma das sua mensagens.

## Património histórico
- Ponte do Vouga

## Demografia
A população registada nos censos foi:
| Distribuição da População por Grupos Etários | Distribuição da População por Grupos Etários | Distribuição da População por Grupos Etários | Distribuição da População por Grupos Etários | Distribuição da População por Grupos Etários |
| -------------------------------------------- | -------------------------------------------- | -------------------------------------------- | -------------------------------------------- | -------------------------------------------- |
| Ano                                          | 0-14 Anos                                    | 15-24 Anos                                   | 25-64 Anos                                   | > 65 Anos                                    |
| 2001                                         | 232                                          | 207                                          | 542                                          | 193                                          |
| 2011                                         | 206                                          | 161                                          | 601                                          | 249                                          |
| 2021                                         | 151                                          | 151                                          | 576                                          | 286                                          |